# William Sturges Bourne
William Sturges Bourne (ur. 7 listopada 1769, zm. 1 lutego 1845 w New Forest) – brytyjski polityk, członek stronnictwa torysów.
Był synem wielebnego Johna Sturgesa i Judith Bourne. Urodził się jako William Sturges. Wykształcenie odebrał w Winchester College oraz w Christ Church na Uniwersytecie Oksfordzkim. W 1793 r. został powołany do korporacji prawniczej Lincoln’s Inn. Podczas studiów zaprzyjaźnił się z późniejszym premierem George’em Canningiem, który pomógł mu uzyskać w 1798 r. mandat parlamentarny z okręgu Hastings. W 1802 r. zmienił okręg wyborczy na Christchurch.
W 1803 r. Sturges odziedziczył majątek swojego wuja i zmienił nazwisko na Sturges Bourne. W latach 1804–1806 był sekretarzem skarbu, a w latach 1807–1809 piątym lordem skarbu. W 1812 r. utracił miejsce w Izbie Gmin, ale dzięki staraniom Canninga został w 1814 r. członkiem Tajnej Rady i komisarzem w Radzie Kontroli, a w 1815 r. uzyskał mandat parlamentarny z okręgu Bandon. Sprawował go do końca kandencji parlamentu w 1818 r. Następnie do 1826 r. ponownie reprezentował okręg Christchurch. W latach 1818–1819 był przewodniczącym komisji ds. reformy praw ubogich. Opracowane przez komisje projekty zostały uchwalone jako Sturges Bourne Acts. W 1822 r. Bourne zrezygnował ze stanowiska w Radzie Kontroli.
Sturges Bourne ponownie zmienił okręg wyborczy w 1826 r., tym razem na Ashburton. Rok później został ministrem spraw wewnętrznych w rządzie Canninga, ale rychło zmienił stanowisko i został pierwszym komisarzem ds. lasów. Następca Canninga, lord Goderich, kilkakrotnie oferował mu stanowisko Kanclerza Skarbu, ale Bourne zawsze odmawiał, przez co minister wojny i kolonii William Huskisson oskarżył go o sabotowanie prac gabinetu. Bourne odszedł ze stanowiska po upadku gabinetu w lutym 1828 r.
W następnych latach Sturges Bourne wspierał równouprawnienie katolikó, ale sprzeciwiał się reformie wyborczej. W 1830 r. zmienił okręg wyborczy na Milborne Port, a w 1831 r. zrezygnował z miejsca w parlamencie. Został natomiast członkiem królewskiej komisji ds. praw ubogich. Zmarł w 1845 r.